# Arthroleptis nguruensis
Espèce
Statut de conservation UICN

 VU D2 : Vulnérable
Arthroleptis nguruensis est une espèce d'amphibiens de la famille des Arthroleptidae.

## Répartition
Cette espèce est endémique de Tanzanie. Elle se rencontre entre 1 790 et 2 100 m d'altitude dans les monts Nguru.

## Étymologie
Son nom d'espèce, composé de nguru et du suffixe latin -ensis, « qui vit dans, qui habite », lui a été donné en référence au lieu de sa découverte.

## Publication originale
- Poynton, Menegon & Loader, 2009 "2008" : A new giant species of Arthroleptis (Amphibia: Anura) from the forests of the Nguru Mountains, Tanzania. African Journal of Herpetology, vol. 57, p. 63-74 (introduction).